# Agdistis salsolae
Agdistis salsolae is een vlinder uit de familie van de vedermotten (Pterophoridae). De wetenschappelijke naam werd in 1908 gepubliceerd door Walsingham.
De soort komt voor in Europa.

## Synoniemen
- Agdistis pinkeri Bigot, 1972